# Pennisetum unisetum
Pennisetum unisetum är en gräsart som först beskrevs av Christian Gottfried Daniel Nees von Esenbeck, och fick sitt nu gällande namn av George Bentham. Pennisetum unisetum ingår i släktet borstgräs, och familjen gräs. Inga underarter finns listade i Catalogue of Life.